# Planas (Isabela)
Planas es un barrio ubicado en el municipio de Isabela en el estado libre asociado de Puerto Rico. En el Censo de 2010 tenía una población de 2.075 habitantes y una densidad poblacional de 100,48 personas por km².

## Geografía
Planas se encuentra ubicado en las coordenadas 18°23′49″N 66°57′23″O / 18.39694, -66.95639. Según la Oficina del Censo de los Estados Unidos, Planas tiene una superficie total de 20.65 km², de la cual 20.55 km² corresponden a tierra firme y (0.48%) 0.1 km² es agua.

## Demografía
Según el censo de 2010, había 2.075 personas residiendo en Planas. La densidad de población era de 100,48 hab./km². De los 2.075 habitantes, Planas estaba compuesto por el 87.57% blancos, el 2.22% eran afroamericanos, el 0.19% eran amerindios, el 0.34% eran asiáticos, el 7.71% eran de otras razas y el 1.98% pertenecían a dos o más razas. Del total de la población el 99.57% eran hispanos o latinos de cualquier raza.